# 成华猪
成华猪是中国猪的地方品种。
1986年，成华猪收录于《中国猪品种志》。2007年，四川省发布了地方标准《成华猪》（DB 51/T 651—2007）。

## 品种起源
成华猪原产于四川成都平原，中心产区在成都市金牛区、郫都区、温江区等地。

## 品种特征
成华猪中等体型，耳下垂，被毛黑色。

## 生产与繁殖性能
成华猪公猪60日龄开始出现爬跨，母猪90日龄出现发情征状。